# 2024-es kanadai labdarúgókupa
A 2024-es kanadai labdarúgókupa (angolul: Canadian Championship) volt a kanadai labdarúgókupa 17. szezonja. A sorozat 2024. április 23-án kezdődött és szeptember 25-én ért véget. A döntőt az vancouveri BC Place Stadionban rendezték meg. A címvédő a Vancouver Whitecaps volt. A trófeát újra a Vancouver Whitecaps szerezte meg, a kupa története során negyedik alkalommal. A korábbi szezonokkal ellentétben 2024-től kétfordulóssá váltak a negyeddöntők és az elődöntők.

## Lebonyolítás
| Kör           | Dátum                   | Mérkőzések száma | Csapatok |
| ------------- | ----------------------- | ---------------- | -------- |
| Selejtező kör | április 23–május 2.     | 6                | 12 → 6   |
| Negyeddöntő   | május 7–29.             | 8                | 8 → 4    |
| Elődöntő      | július 10–augusztus 27. | 4                | 4 → 2    |
| Döntő         | szeptember 25.          | 1                | 2 → 1    |

## Selejtező kör
| 2024. április 23. 19:00 (MT) |

| Cavalry         | 1–0 | Vancouver |
| --------------- | --- | --------- |
| Warschewski 66' |     |           |

| ATCO Field, Foothills County, Alberta Nézőszám: 1 946 Játékvezető: Pierre-Luc Lauzière |

| 2024. április 24. 19:30 (ET) |

| Toronto                                              | 5–0 | Simcoe County Rovers |
| ---------------------------------------------------- | --- | -------------------- |
| Owusu 18' Mailula 30' Long 33' Osorio 39' Spicer 76' |     |                      |

| BMO Field, Toronto, Ontario Nézőszám: 11 430 Játékvezető: Michael Venne |

| 2024. május 1. 19:00 (ET) |

| Atlético Ottawa                                                        | 7–0 | Valour |
| ---------------------------------------------------------------------- | --- | ------ |
| Bassett 14' (11-esből) 64' Zapater 30' 37' Del Campo 31' 69' Tabla 63' |     |        |

| TD Place Stadion, Ottawa, Ontario Nézőszám: 2 492 Játékvezető: Scott Bowman |

| 2024. május 1. 19:00 (ET) |

| Forge                         | 3–1 | York United  |
| ----------------------------- | --- | ------------ |
| Hamilton 8' 40' Choinière 17' |     | Martínez 87' |

| Tim Hortons Field, Hamilton, Ontario Nézőszám: 2 471 Játékvezető: Ben Hoskins |

| 2024. május 1. 19:00 (PT) |

| Pacific       | 1–1 | TSS Rovers   |
| ------------- | --- | ------------ |
| Moore 90+8'   |     | Hennessy 75' |
| Büntetőpárbaj |     |              |
|               | 5–4 |              |

| Starlight Stadion, Langford, Brit Columbia Nézőszám: 2 161 Játékvezető: Alain Ruch |

| 2024. május 2. 19:00 (AT) |

| HFX Wanderers                    | 2–2 | Saint-Laurent                 |
| -------------------------------- | --- | ----------------------------- |
| Nimick 29' (11-esből) Telfer 83' |     | Kane 33' (11-esből) Kwemi 65' |
| Büntetőpárbaj                    |     |                               |
|                                  | 3–5 |                               |

| Wanderers Grounds, Halifax, Új-Skócia Nézőszám: 4 588 Játékvezető: Filip Dujic |

## Negyeddöntő
| 2024. május 7. 19:00 (MT) |

| Cavalry  | 1–2 | Vancouver Whitecaps |
| -------- | --- | ------------------- |
| Shaw 66' |     | Johnson 45+2' 80'   |

| ATCO Field, Foothills County, Alberta Nézőszám: 4 084 Játékvezető: Ben Hoskins |

| 2024. május 21. 19:30 (PT) |

| Vancouver Whitecaps | 0–1 | Cavalry         |
| ------------------- | --- | --------------- |
|                     |     | Veselinović 32' |

| BC Place Stadion, Vancouver, Brit Columbia Nézőszám: 11 863 Játékvezető: Mathieu Souaré |

A Vancouver Whitecaps csapata jutott tovább 2–2-es összesítéssel, idegenben lőtt gólok számával.
| 2024. május 8. 19:00 (ET) |

| Atlético Ottawa | 0–0 | Pacific |
| --------------- | --- | ------- |
|                 |     |         |

| TD Place Stadion, Ottawa, Ontario Nézőszám: 1 977 Játékvezető: Marie-Soleil Beaudoin |

| 2024. május 29. 19:00 (PT) |

| Pacific                          | 2–1 | Atlético Ottawa |
| -------------------------------- | --- | --------------- |
| Sellouf 28' (11-esből) Heard 34' |     | Salter 60'      |

| Starlight Stadion, Langford, Brit Columbia Nézőszám: 2 810 Játékvezető: Pierre-Luc Lauzière |

A Pacific csapata jutott tovább 2–1-es összesítéssel.
| 2024. május 7. 11:00 (ET) |

| Forge         | 1–1 | Montréal |
| ------------- | --- | -------- |
| Choinière 31' |     | Duke 52' |

| Tim Hortons Field, Hamilton, Ontario Nézőszám: 14 923 Játékvezető: Renzo Villanueva |

| 2024. május 22. 19:30 (ET) |

| Montréal    | 1–2 | Forge              |
| ----------- | --- | ------------------ |
| Wanyama 65' |     | Parra 14' Poku 24' |

| Saputo Stadion, Montréal, Québec Nézőszám: 7 582 Játékvezető: Marie-Soleil Beaudoin |

A Forge csapata jutott tovább 3–2-es összesítéssel.
| 2024. május 8. 19:00 (ET) |

| Saint-Laurent | 0–3 | Toronto                                 |
| ------------- | --- | --------------------------------------- |
|               |     | Longstaff 50' Kerr 59' Bernardeschi 76' |

| Complexe sportif Claude-Robillard, Montréal, Québec Nézőszám: 6 482 Játékvezető: Michael Venne |

| 2024. május 21. 19:00 (ET) |

| Toronto                                                                      | 8–1 | Saint-Laurent |
| ---------------------------------------------------------------------------- | --- | ------------- |
| Kerr 12' 14' 43' 72' Mailula 50' Etienne 56' (11-esből) Goulet 62' Owusu 80' |     | Aristilde 89' |

| BMO Field, Toronto, Ontario Nézőszám: 9 148 Játékvezető: Yusri Rudolf |

A Toronto csapata jutott tovább 11–1-es összesítéssel.

## Elődöntő
| 2024. július 10. 19:00 (PT) |

| Pacific | 0–1 | Vancouver Whitecaps |
| ------- | --- | ------------------- |
|         |     | Gauld 58'           |

| Starlight Stadion, Langford, Brit Columbia Nézőszám: 5 103 Játékvezető: Renzo Villanueva |

| 2024. augusztus 27. 19:30 (PT) |

| Vancouver Whitecaps | 1–0 | Pacific |
| ------------------- | --- | ------- |
| Gauld 11'           |     |         |

| BC Place Stadion, Vancouver, Brit Columbia Nézőszám: 10 966 Játékvezető: Michael Venne |

A Vancouver Whitecaps csapata jutott tovább 2–0-ás összesítéssel.
| 2024. július 10. 19:00 (ET) |

| Forge                  | 2–1 | Toronto   |
| ---------------------- | --- | --------- |
| Badibanga 11' Poku 14' |     | Owusu 88' |

| Tim Hortons Field, Hamilton, Ontario Nézőszám: 11 341 Játékvezető: Ben Hoskins |

| 2024. augusztus 27. 19:00 (ET) |

| Toronto     | 1–0 | Forge |
| ----------- | --- | ----- |
| Insigne 50' |     |       |

| BMO Field, Toronto, Ontario Nézőszám: 20 173 Játékvezető: Renzo Villanueva |

A Toronto csapata jutott tovább 2–2-es összesítéssel, idegenben lőtt gólok számával.

## Döntő
| 2024. szeptember 25. 19:00 (PT) |

| Vancouver Whitecaps                   | 0–0 | Toronto                         |
| ------------------------------------- | --- | ------------------------------- |
|                                       |     |                                 |
| Büntetőpárbaj                         |     |                                 |
| Gauld Armstrong Berhalter White Utvik | 4–2 | Owusu Longstaff Thompson Osorio |

| BC Place Stadion, Vancouver, Brit Columbia Nézőszám: 12 516 Játékvezető: Marie-Soleil Beaudoin |

A Vancouver Whitecaps csapata nyerte meg a kupát.